# Vuelta al Algarve 2014
La 40.ª edición de la Vuelta al Algarve tuvo lugar del 19 al 23 de febrero de 2014 con un recorrido de 689,9 km, repartidos en 5 etapas, entre Faro y Vilamoura.
La carrera formó parte del UCI Europe Tour 2013-2014, dentro de la categoría 2.1.

## Equipos participantes
Tomaron parte en la carrera 20 equipos: 8 equipos de categoría UCI ProTeam; 5 de categoría Profesional Continental y 7 de categoría Continental. Formando así un pelotón de 160 ciclistas, con 8 corredores cada equipo. Los equipos participantes fueron:
| N.º     | Equipo                               | Cód. UCI | Categoría               |
| ------- | ------------------------------------ | -------- | ----------------------- |
| 1-8     | Omega Pharma-Quick Step Cycling Team | OPQ      | UCI ProTeam             |
| 11-18   | Movistar Team                        | MOV      | UCI ProTeam             |
| 21-28   | Katusha                              | KAT      | Profesional Continental |
| 31-38   | Tinkoff-Saxo                         | TCS      | UCI ProTeam             |
| 41-48   | Belkin-Pro Cycling Team              | BEL      | UCI ProTeam             |
| 51-58   | Lampre-Merida                        | LAM      | UCI ProTeam             |
| 61-68   | FDJ.fr                               | FDJ      | UCI ProTeam             |
| 71-78   | Wanty-Groupe Gobert                  | WGG      | Profesional Continental |
| 81-88   | Team Europcar                        | EUC      | UCI ProTeam             |
| 91-98   | Cofidis                              | COF      | Profesional Continental |
| 101-108 | Caja Rural-Seguros RGA               | CJR      | Profesional Continental |
| 111-118 | NetApp-Endura                        | TNE      | Profesional Continental |
| 121-128 | RusVelo                              | RVL      | Profesional Continental |
| 131-137 | OFM-Quinta da Lixa                   | OFM      | Continental             |
| 141-148 | Efapel-Glassdrive                    | EFG      | Continental             |
| 151-158 | LA Aluminios-Antarte                 | LAR      | Continental             |
| 161-167 | Louletano-Dunas Douradas             | LDD      | Continental             |
| 171-178 | Radio Popular-Onda                   | BOA      | Continental             |
| 181-188 | Banco BIC-Carmim                     | BBC      | Continental             |
| 191-198 | Sky Dive Dubai Pro Cycling Team      | SKD      | Continental             |

## Etapas

### Etapa 1, 19-02-2014:Faro–Albufeira, 160 km
|   | Ciclista            | Equipo                  | Tiempo          |
| - | ------------------- | ----------------------- | --------------- |
| 1 | Sacha Modolo        | Lampre-Merida           | 3 h 51 min 46 s |
| 2 | Rui Alberto Costa   | Lampre-Merida           | m.t.            |
| 3 | Alessandro Petacchi | Omega Pharma-Quick Step | m.t.            |
| 4 | Bryan Coquard       | Team Europcar           | m.t.            |
| 5 | Danilo Napolitano   | Wanty-Groupe Gobert     | m.t.            |

|   | Ciclista            | Equipo                  | Tiempo          |
| - | ------------------- | ----------------------- | --------------- |
| 1 | Sacha Modolo        | Lampre-Merida           | 3 h 51 min 66 s |
| 2 | César Fonte         | Radio Popular-Onda      | a 1 s           |
| 3 | Rui Alberto Costa   | Lampre-Merida           | a 4 s           |
| 4 | Alessandro Petacchi | Omega Pharma-Quick Step | a 6 s           |
| 5 | Luis Filipe Afonso  | LA Aluminios-Antarte    | a 6 s           |

### Etapa 2, 20-02-2014:Lagoa-Monchique, 196 km
|   | Ciclista           | Equipo                  | Tiempo         |
| - | ------------------ | ----------------------- | -------------- |
| 1 | Michał Kwiatkowski | Omega Pharma-Quick Step | 4h 57 min 57 s |
| 2 | Rui Alberto Costa  | Lampre-Merida           | a 6 s          |
| 3 | Alberto Contador   | Tinkoff-Saxo            | m.t.           |
| 4 | Eduard Prades      | OFM-Quinta da Lixa      | m.t.           |
| 5 | Alexandre Geniez   | FDJ.fr                  | a 17 s         |

|   | Ciclista           | Equipo                  | Tiempo          |
| - | ------------------ | ----------------------- | --------------- |
| 1 | Michał Kwiatkowski | Omega Pharma-Quick Step | 8 h 49 min 33 s |
| 2 | Rui Alberto Costa  | Lampre-Merida           | a 6 s           |
| 3 | Alberto Contador   | Tinkoff-Saxo            | m.t.            |
| 4 | Eduard Prades      | OFM-Quinta da Lixa      | m.t.            |
| 5 | Hugo Sabido        | LA Aluminios-Antarte    | a 9 s           |

### Etapa 3, 21-02-2014:Vila do Bispo–Sagres, 13,6 km (CRI)
|   | Ciclista           | Equipo                  | Tiempo      |
| - | ------------------ | ----------------------- | ----------- |
| 1 | Michał Kwiatkowski | Omega Pharma-Quick Step | 14 min 03 s |
| 2 | Adriano Malori     | Movistar                | a 11 s      |
| 3 | Tony Martin        | Omega Pharma-Quick Step | a 13 s      |
| 4 | Alberto Contador   | Tinkoff-Saxo            | a 20 s      |
| 5 | Alex Dowsett       | Movistar                | a 25 s      |

|   | Ciclista           | Equipo                  | Tiempo          |
| - | ------------------ | ----------------------- | --------------- |
| 1 | Michał Kwiatkowski | Omega Pharma-Quick Step | 9 h 03 min 36 s |
| 2 | Alberto Contador   | Tinkoff-Saxo            | a 32 s          |
| 3 | Rui Alberto Costa  | Lampre-Merida           | a 38 s          |
| 4 | Alexandre Geniez   | FDJ.fr                  | a 1 min 00 s    |
| 5 | Sergei Chernetski  | Katusha                 | a 1 min 06 s    |

### Etapa 4, 22-02-2013:Almodôvar–Alto do Malhão, 164,5 km
|   | Ciclista           | Equipo                  | Tiempo          |
| - | ------------------ | ----------------------- | --------------- |
| 1 | Alberto Contador   | Tinkoff-Saxo            | 4 h 02 min 08 s |
| 2 | Rui Alberto Costa  | Lampre-Merida           | a 3 s           |
| 3 | Michał Kwiatkowski | Omega Pharma-Quick Step | a 10 s          |
| 4 | Eduard Prades      | OFM-Quinta da Lixa      | a 13 s          |
| 5 | Tiago Machado      | NetApp-Endura           | a 14 s          |

|   | Ciclista           | Equipo                  | Tiempo           |
| - | ------------------ | ----------------------- | ---------------- |
| 1 | Michał Kwiatkowski | Omega Pharma-Quick Step | 13 h 05 min 50 s |
| 2 | Alberto Contador   | Tinkoff-Saxo            | a 16 s           |
| 3 | Rui Alberto Costa  | Lampre-Merida           | a 29 s           |
| 4 | Alexandre Geniez   | FDJ.fr                  | a 1 min 10 s     |
| 5 | Wilco Kelderman    | Belkin-Pro Cycling Team | a 1 min 29 s     |

### Etapa 5, 23-02-2014:Tavira–Vilamoura, 155,8 km
|   | Ciclista           | Equipo                  | Tiempo          |
| - | ------------------ | ----------------------- | --------------- |
| 1 | Mark Cavendish     | Omega Pharma-Quick Step | 3 h 24 min 10 s |
| 2 | Arnaud Démare      | FDJ.fr                  | a m.t.          |
| 3 | Bryan Coquard      | Team Europcar           | a m.t.          |
| 4 | José Joaquín Rojas | Movistar Team           | a m.t.          |
| 5 | Sacha Modolo       | Lampre-Merida           | a m.t.          |

|   | Ciclista           | Equipo                  | Tiempo           |
| - | ------------------ | ----------------------- | ---------------- |
| 1 | Michał Kwiatkowski | Omega Pharma-Quick Step | 16 h 29 min 57 s |
| 2 | Alberto Contador   | Tinkoff-Saxo            | a 19 s           |
| 3 | Rui Alberto Costa  | Lampre-Merida           | a 32 s           |
| 4 | Alexandre Geniez   | FDJ.fr                  | a 1 min 13 s     |
| 5 | Wilco Kelderman    | Belkin-Pro Cycling Team | a 1 min 32 s     |

## Clasificaciones finales

### Clasificación general
| Posición | Ciclista                | Equipo                  | Tiempo           |
| -------- | ----------------------- | ----------------------- | ---------------- |
|          | Michał Kwiatkowski      | Omega Pharma-Quick Step | 16 h 29 min 57 s |
| 2        | Alberto Contador        | Tinkoff-Saxo            | a 19 s           |
| 3        | Rui Alberto Costa       | Lampre-Merida           | a 32 s           |
| 4        | Alexandre Geniez        | FDJ.fr                  | a 1 min 13 s     |
| 5        | Wilco Kelderman         | Belkin-Pro Cycling Team | a 1 min 32 s     |
| 6        | Rubén Fernández Andújar | Caja Rural-Seguros RGA  | a 1 min 33 s     |
| 7        | Eduard Prades           | OFM-Quinta da Lixa      | a 1 min 35 s     |
| 8        | Chris Horner            | Lampre-Merida           | a m.t.           |
| 9        | Simon Špilak            | Team Katusha            | a 1 min 41 s     |
| 10       | Edgar Pinto             | LA Aluminios-Antarte    | a 1 min 42 s     |

### Clasificación por puntos
| Posición | Ciclista           | Equipo                  | Puntos |
| -------- | ------------------ | ----------------------- | ------ |
|          | Rui Alberto Costa  | Lampre-Merida           | 60'    |
| 2        | Michał Kwiatkowski | Omega Pharma-Quick Step | 44     |
| 3        | Alberto Contador   | Tinkoff-Saxo            | 41     |

### Clasificación de la montaña
| Posición | Ciclista           | Equipo                  | Puntos |
| -------- | ------------------ | ----------------------- | ------ |
|          | Valter Pereira     | Banco BIC-Carmim        | 10'    |
| 2        | Michał Kwiatkowski | Omega Pharma-Quick Step | 10     |
| 3        | Alberto Contador   | Tinkoff-Saxo            | 9      |

### Clasificación de los sprints
| Posición | Ciclista      | Equipo            | Tiempo |
| -------- | ------------- | ----------------- | ------ |
|          | César Fonte   | Radio Popular     | 12'    |
| 2        | Arnaud Démare | FDJ.fr            | 6      |
| 3        | Diego Rubio   | Efapel-Glassdrive | 6      |

### Clasificación por equipos
| Posición | Equipo                 | Tiempo           |
| -------- | ---------------------- | ---------------- |
|          | Lampre-Merida          | 49 h 35 min 34 s |
| 2        | Caja Rural-Seguros RGA | a 33 s           |
| 3        | OFM-Quinta da Lixa     | a 1 m 10 s       |

## Evolución de las clasificaciones
| Etapa (Vencedor)                     | Clasificación general | Clasificación por puntos | Clasificación de la montaña | Clasificación de los sprints | Clasificación por equipos |
| ------------------------------------ | --------------------- | ------------------------ | --------------------------- | ---------------------------- | ------------------------- |
| 1.ª etapa (Sacha Modolo)             | Sacha Modolo          | Sacha Modolo             | Valter Pereira              | César Fonte                  | Lampre-Merida             |
| 2.ª etapa (Michał Kwiatkowski)       | Michał Kwiatkowski    | Rui Alberto Costa        | Valter Pereira              | César Fonte                  | Lampre-Merida             |
| 3.ª etapa (CRI) (Michał Kwiatkowski) | Michał Kwiatkowski    | Rui Alberto Costa        | Valter Pereira              | César Fonte                  | Lampre-Merida             |
| 4.ª etapa (Alberto Contador)         | Michał Kwiatkowski    | Rui Alberto Costa        | Valter Pereira              | César Fonte                  | Lampre-Merida             |
| 5.ª etapa (Mark Cavendish)           | Michał Kwiatkowski    | Rui Alberto Costa        | Valter Pereira              | César Fonte                  | Lampre-Merida             |
| Clasificación final                  | Michał Kwiatkowski    | Rui Alberto Costa        | Valter Pereira              | César Fonte                  | Lampre-Merida             |